# Marathon van Turijn

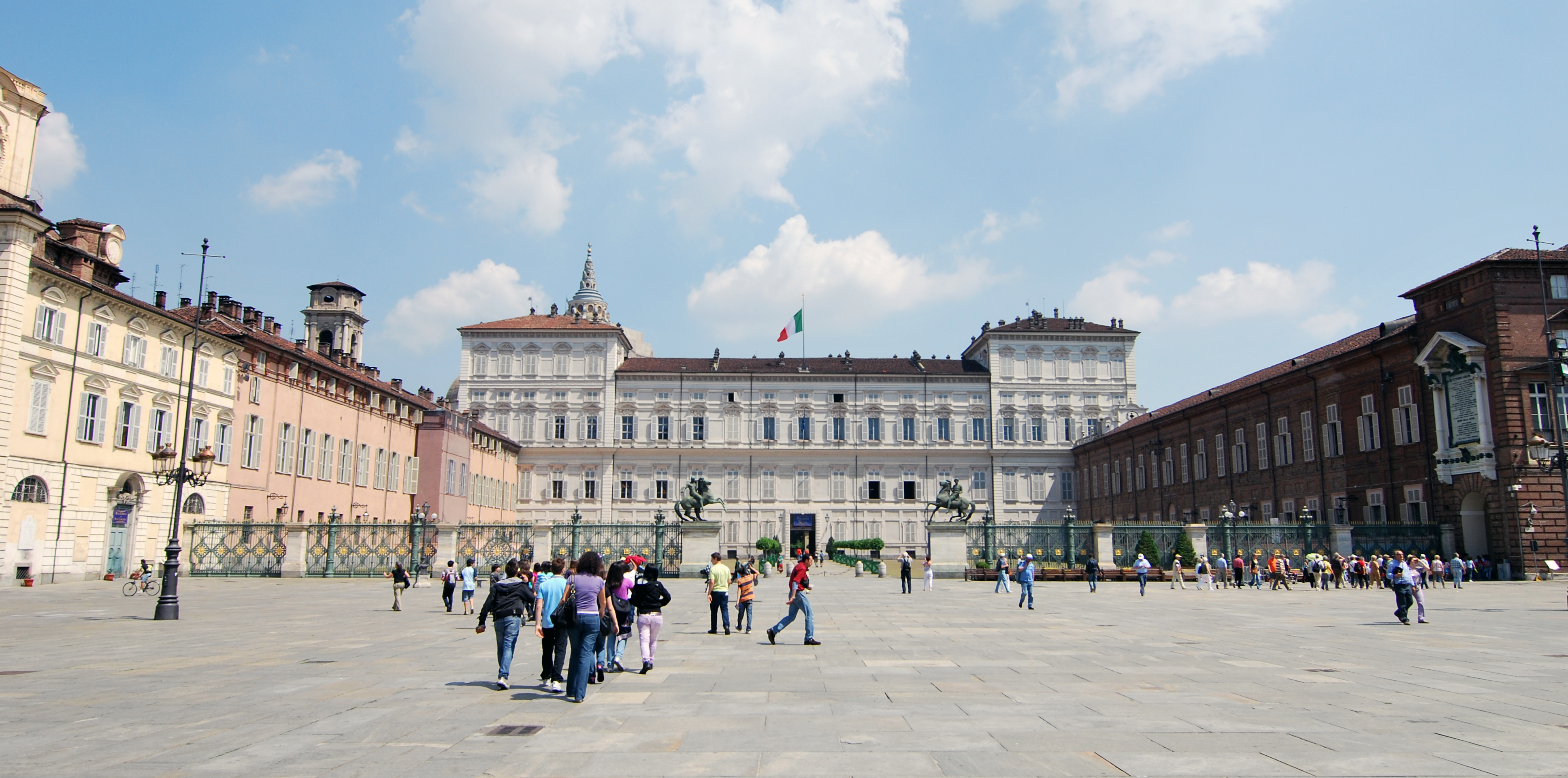
Piazza Castello, waar de start en finish is van het evenement.

De marathon van Turijn is een hardloopwedstrijd over 42,195 km, die jaarlijks in de Italiaanse stad Turijn gehouden wordt. Naast de hele marathon kent dit evenement ook een wedstrijd over de halve marathon (21,1 km). De wedstrijd wordt live uitgezonden door de Italiaanse televisiezender RAI. Het evenement heeft de status IAAF Silver Label Road Races.

## Geschiedenis
Reeds in 1897 vond er in Turijn een marathon plaats. Er werd gelopen over een afstand van 35 km tussen Turijn en None. De wedstrijd werd gewonnen door Cesare Ferrario in 2:26.45. In 1919 werd de eerste echte marathon georganiseerd. Het parcours van 42,75 km werd voltooid door Valerio Arri, die brons won op de Olympische Spelen van 1920 in Antwerpen, in een tijd van 2:40.47. De wedstrijd volgde dit parcours van 1921 tot en met 1933. Het snelste was de winnende tijd van Luigi Rossigni in 2:38.23.
In 1934 was de marathon het toneel van de Europese kampioenschappen. De wedstrijd werd gewonnen door de Fin Armas Toivonen. Met een tijd van 2:52.29 bleef hij de Zweed Thore Enochsson (zilver; 2:54.36) en Italiaan Aurelio Genghini (brons; 2:55.04) voor. In 1974 vond er een provinciale loop plaats waarbij de Italianen G.B. Bassi, M. Carbone en R. Musso tegelijkertijd de finish passeerden.
Op 1978 en 1979 kreeg de loop de naam Maratona di Primavera en liep deze van Turijn naar Sommariva del Bosco. De eerste wedstrijd bestond uit 142 finishers en werd gewonnen door Giampaolo Messina in 2:21.27. Bij de tweede loop stonden er 638 deelnemers aan de start en legde Luciano Re Depaolini het parcours als snelste af door in 2:20.25 te winnen. Elena Dugono was bij deze editie de eerste vrouw die binnen de drie uur finishte. De organisator Lorenzo Abrate trok zich hierna terug, waardoor de jaren erna geen marathon plaatsvond.
Op 14 maart 1982 werd de loop opnieuw gehouden. Ditmaal werden er drie ronden gelopen langs de oevers van de rivier de Po. Potito Rubbio en Pietro Balbo kwamen samen als overwinnaar uit de bus door in 2:14.50 als eersten te finishen. Na afloop bleek dit parcours echter twee tot drie kilometer te kort. Op 17 oktober 1982 vond een nieuwe loop plaats die werd georganiseerd door CUS-Torino. De loop kreeg ook internationale allure. De wedstrijd werd gewonnen door de Belg Marc De Blander in 2:14.57.
Tussen 1987 en 1990 werd er gestart in Susa en gefinisht in Avigliana en stond de wedstrijd bekend als Susavigliana Marathon.
Tussen 1991 en 1997 werd er gestart in Avigliana en gefinisht in Turijn. In 1998 en 1999 werd op deze wedstrijd ook het Italiaans kampioenschap gehouden. In 1999 werd Luigi di Lello Italiaans kampioen met een tijd van 2:13.03 (9e overall) en in 1998 werd Nicola Ciavarella Italiaans kampioene in 2:18.38 (8e overall)

## Parcours
De start en finish van het parcours, dat rechtsom door Turijn en naburige gemeentes loopt, is het Piazza Castello ten zuiden van Palazo Madama. Vanaf daar gaat de route over de Via Po (Po-weg) naar de linkeroever van deze rivier. Stroomopwaarts vervolgt de route zich dan naar Moncalieri en Nichelino. Daar draait de route naar het westen tot Beinasco en Orbassano, waar deze, kort voor het halve-marathon-punt, afbuigt richting het noorden naar Rivalta en Rivoli. Het laatste, derde deel van route leidt naar het westen via Collegno terug naar het centrum van Turijn. Hier ligt de finish aan de westkant van het Palazzo Madama. In totaal telt het parcours 164 hoogtemeters.

## Parcoursrecords
- Mannen: 2:07.45 - Alemayehu Simretu  Ethiopië (2001)
- Vrouwen: 2:23.57 - Sharon Cherop  Kenia (2012)

## Uitslagen
Maratona di Torino
| Datum             | Atleet                           | Land          | Tijd          |
| ----------------- | -------------------------------- | ------------- | ------------- |
| 28 september 1919 | Valerio Arri                     | ITA           | 2:40.47       |
| 1920              | Niet gehouden                    | Niet gehouden | Niet gehouden |
| 9 oktober 1921    | Angelo Malvicini                 | ITA           | 2:48.15       |
| 1 oktober 1922    | Giuseppe Bausola                 | ITA           | 3:01.46       |
| 30 september 1923 | Ettore Blasi                     | ITA           | 2:53.50       |
| 26 oktober 1924   | Romeo Bestini                    | ITA           | 2:48.55       |
| 18 oktober 1925   | Angelo Malvicini                 | ITA           | 2:52.12       |
| 7 november 1926   | Sam Ferris                       | GBR           | 2:52.12       |
| 16 oktober 1927   | Luigi Rossigni                   | ITA           | 2:48.42       |
| 14 oktober 1928   | Martli Marttelin                 | FIN           | 2:41.24       |
| 6 oktober 1929    | Stefano Natale                   | ITA           | 2:39.00       |
| 5 oktober 1930    | Luigi Rossigni                   | ITA           | 2:38.23       |
| 11 oktober 1931   | Francesco Roccati                | ITA           | 2:48.12       |
| 16 oktober 1932   | Michele Fanelli                  | ITA           | 2:45.01       |
| 15 oktober 1933   | Aurelio Genghini                 | ITA           | 2:38.39       |
| 9 september 1934  | Armas Toivonen                   | FIN           | 2:52.29       |
| 31 mei 1974       | G.B. Bassi, M. Carbone, R. Musso | ITA           | 2:25.00       |

Torino - Sommariva Bosco
| Datum         | Atleet               | Land | Tijd    |
| ------------- | -------------------- | ---- | ------- |
| 19 maart 1978 | Gian Paolo Messina   | ITA  | 2:21.47 |
| 25 maart 1979 | Luciano Re Depaolini | ITA  | 2:20.25 |

Maratona di Torino
| Datum           | Atleet              | Land | Tijd    |
| --------------- | ------------------- | ---- | ------- |
| 14 maart 1982   | P. Rubbio, P. Balbo | ITA  | 2:14.50 |
| 17 oktober 1982 | Marc De Blander     | BEL  | 2:14.57 |
| 13 maart 1983   | Potito Rubbio       | ITA  | 2:28.25 |
| 25 maart 1984   | Paolo Favaglioni    | ITA  | 2:32.08 |
| 9 juni 1985     | Paolo Favaglioni    | ITA  | 2:33.08 |

Susa - Avigliana
| Editie | Datum             | Snelste man                        | Land   | Tijd    | Snelste vrouw      | Land   | Tijd    |
| ------ | ----------------- | ---------------------------------- | ------ | ------- | ------------------ | ------ | ------- |
| 1      | 20 september 1987 | Luigi Chiampo                      | Italië | 2:17.00 | Maria Curatolo     | Italië | 2:45.54 |
| 2      | 18 september 1988 | Franco Borelli + Giampaolo Messina | Italië | 2:17.12 | Silvana Cucchietti | Italië | 2:48.25 |
| 3      | 16 september 1989 | Joseph Kipsang                     | Kenia  | 2:30.32 | Cinzia Allasia     | Italië | 3:07.21 |
| 4      | 30 september 1990 | Gianni Truschi                     | Italië | 2:13.17 | Cinzia Allasia     | Italië | 2:52.28 |

Maratona di Torino
| Editie | Datum             | Snelste man                 | Land     | Tijd    | Snelste vrouw      | Land        | Tijd    |
| ------ | ----------------- | --------------------------- | -------- | ------- | ------------------ | ----------- | ------- |
| 5      | 29 september 1991 | Walter Durbano              | Italië   | 2:10.03 | Alla Doudaeva      | Wit-Rusland | 2:39.41 |
| 6      | 20 april 1992     | Alessio Faustini            | Italië   | 2:11.03 | Irina Sklyarenko   | Oekraïne    | 2:37.39 |
| 7      | 25 april 1993     | Walter Durbano              | Italië   | 2:11.13 | Emma Scaunich      | Italië      | 2:34.17 |
| 8      | 24 april 1994     | Michael Kipkai              | Kenia    | 2:10.08 | Laura Fogli        | Italië      | 2:31.45 |
| 9      | 23 april 1995     | Sid-Ali Sakhri              | Algerije | 2:11.35 | Rosanna Munerotto  | Italië      | 2:29.31 |
| 10     | 12 mei 1996       | Abel Gisemba                | Kenia    | 2:11.41 | Franca Fiacconi    | Italië      | 2:29.18 |
| 11     | 11 mei 1997       | Joseph Chebet               | Kenia    | 2:08.23 | Jana Salumae       | Estland     | 2:27.04 |
| 12     | 10 mei 1998       | Japhet Kosgei               | Kenia    | 2:09.59 | Franca Fiacconi    | Italië      | 2:30.21 |
| 13     | 2 mei 1999        | Sammy Korir                 | Kenia    | 2:08.27 | Maria Guida        | Italië      | 2:28.28 |
| 14     | 26 maart 2000     | Alemayehu Simretu           | Ethiopië | 2:08.33 | Florence Barsosio  | Kenia       | 2:27.58 |
| 15     | 1 april 2001      | Alemayehu Simretu           | Ethiopië | 2:07.45 | Tiziana Alagia     | Italië      | 2:27.54 |
| 16     | 21 april 2002     | Alberico Di Cecco           | Italië   | 2:10.27 | Anastasia Ndereba  | Kenia       | 2:29.25 |
| 17     | 13 april 2003     | Daniele Caimmi              | Italië   | 2:10.08 | Stine Larsen       | Noorwegen   | 2:27.20 |
| 18     | 18 april 2004     | Frederick Cherono           | Kenia    | 2:08.38 | Helena Javornik    | Slovenië    | 2:31.13 |
| 19     | 17 april 2005     | Danilo Goffi                | Italië   | 2:11.13 | Beatrice Omwanza   | Kenia       | 2:30.41 |
| 20     | 24 september 2006 | Stephen Kibiwott            | Kenia    | 2:10.10 | Jane Ekimat        | Kenia       | 2:32.18 |
| 21     | 15 april 2007     | Philemon Kirwa              | Kenia    | 2:10.24 | Aniko Kalovics     | Hongarije   | 2:29.24 |
| 22     | 13 april 2008     | Stephen Kibiwott            | Kenia    | 2:10.13 | Vincenza Sicari    | Italië      | 2:29.51 |
| 23     | 19 april 2009     | Benson Barus                | Kenia    | 2:09.07 | Agnes Kiprop       | Kenia       | 2:26.22 |
| 24     | 10 november 2010  | Ruggero Pertile             | Italië   | 2:10.58 | Priscah Jeptoo     | Kenia       | 2:27.02 |
| 25     | 13 november 2011  | Abdelaziz Ennaji El Idrissi | Marokko  | 2:08.13 | Julija Ruban       | Oekraïne    | 2:27.10 |
| 26     | 18 november 2012  | Patrick Terer               | Kenia    | 2:10.34 | Sharon Cherop      | Kenia       | 2:23.57 |
| 27     | 17 november 2013  | Patrick Terer               | Kenia    | 2:08.52 | Ivana Iozza        | Italië      | 2:34.12 |
| 28     | 16 november 2014  | Samuel Rutto                | Kenia    | 2:10.00 | Esther Ndiema      | Kenia       | 2:28.41 |
| 29     | 4 oktober 2015    | Alex Saekwo                 | Kenia    | 2:15.29 | Silvia Weissteiner | Italië      | 2:32.35 |
| 30     | 2 oktober 2016    | Youssef Sbaai               | Marokko  | 2:13.43 | Laila Soufyane     | Italië      | 2:36.32 |

1974 ·
1975 ·
1976 ·
1977 ·
1978 ·
1979 ·
1980 ·
1981 ·
1982 ·
1983 ·
1984 ·
1985 ·
1986 ·
1987 ·
1988 ·
1989 ·
1990 ·
1991 ·
1992 ·
1993 ·
1994 ·
1995 ·
1996 ·
1997 ·
1998 ·
1999 ·
2000 ·
2001 ·
2002 ·
2003 ·
2004 ·
2005 ·
2006 ·
2007 ·
2008 ·
2009 ·
2010 ·
2011 ·
2012 ·
2013 ·
2014 ·
2015 ·
2016 ·
2017